# Георги Младенов (генерал-майор)
Вижте пояснителната страница за други личности с името Георги Младенов.
Георги Атанасов Младенов е български офицер, генерал-майор от пехотата, офицер ординарец в щаба на Сборната пехотна дивизия по време на Първата световна война (1915 – 1918), командир 8-и (1938 – 1939), 13-и (1939 – 1940) и 6-и (1940 – 1940) пехотни полкове и командир на 3-та пехотна балканска дивизия през Втората световна война (1941 – 1945).

## Биография
Георги Младенов е роден на 23 април 1893 г. във Видин, Княжество България. През 1915 г. завършва в 35-и випуск на Военното на Негово Величество училище и на 25 август е произведен в чин подпоручик.
Подпоручик Младенов взема участие в Първата световна война (1915 – 1918) като офицер ординарец в щаба на Сборната пехотна дивизия, за която служба през 1918 г. е награден с Военен орден „За храброст“ IV степен 2 клас., която награда е потвърдена със заповед № 355 от 1921 г. по Министерството на войната. На 30 май 1917 г. е произведен в чин поручик.
След края на войната, на 1 май 1920 г. е произведен в чин капитан. От началото на военната си кариера до 1922 г. служи в 53-ти пехотен полк, 8-и пехотен приморски полк и 16-и пограничен участък. През 1922 г. капитан Младенов е назначен на служба във 2-ри пограничен участък, от следващата годна е командир на 13-а дружина, от 1924 г. е командир на 8-а дружина, от 1928 г. командва 8-и пехотен приморски полк, а от 1929 г. с Министерска заповед (МЗ) № 71 изпълнява длъжността командир на специалната рота от 11-и пехотен сливенски полк.
На 15 май 1930 г. е произведен в чин майор, през 1931 г. с МЗ № 47 е назначен за адютант на 3-та пехотна балканска дивизия, след което от 1933 г. с МЗ № 92 командва дружина от 11-и пехотен сливенски полк, а от 1933 г. с МЗ № 197 е назначен за командир на рота от 8-и пехотен приморски полк. През 1934 г. с МЗ № 46 е назначен за адютант на 3-та военно-инспекционна област, на 26 август същата година е произведен в чин подполковник и същата година с МЗ № 221 е назначен за началник на Варненското военно окръжие. През 1935 г. с МЗ № 98 подполковник Младенов е назначен за помощник-командир на 8-и пехотен приморски полк, през 1936 г. с МЗ № 115 е назначен за началник-щаб на 4-та пехотна преславска дивизия.
В началото на 1938 г. с МЗ № 14 поема командването на 8-и пехотен приморски полк, на 3 октомври същата година е произведен в чин полковник, след което с МЗ № 82 от 1939 г. е назначен за командир на 13-и пехотен рилски полк, след което с МЗ № 92 от 1940 г. поема командването на 6-и пехотен бдински полк, а от 1941 г. е началник на Школата за запасни офицери.
По време на Втората световна война (1941 – 1945) полковник Младенов командва 3-та пехотна балканска дивизия (1941 – 1944). На 6 май 1943 г. е произведен в чин генерал-майор, а през 1944 г. е уволнен от служба и съден от Народния съд.

## Семейство
Генерал-майор Георги Младенов е женен и има 2 деца.

## Военни звания
- Подпоручик (25 август 1915)
- Поручик (30 август 1917)
- Капитан (1 май 1920)
- Майор (15 май 1930)
- Подполковник (26 август 1934)
- Полковник (3 октомври 1938)
- Генерал-майор (6 май 1943)